# Красногвардійська селищна рада
Курманська се́лищна ра́да — адміністративно-територіальна одиниця та орган місцевого самоврядування у Курманському районі Автономної Республіки Крим. Адміністративний центр — селище міського типу Курман.

## Загальні відомості
- Населення ради: 11 918 осіб (станом на 2001 рік)

## Населені пункти
Селищній раді підпорядковані населені пункти:
- смт Курман
- с-ще Видне

## Склад ради
Рада складається з 32 депутатів та голови.
- Голова ради: Пономаренко Олексій Іванович
- Секретар ради: Горбатюк Наталя Олександрівна

### Керівний склад попередніх скликань
| Прізвище, ім'я, по батькові  | Основні відомості                                                        | Дата обрання | Дата звільнення |
| ---------------------------- | ------------------------------------------------------------------------ | ------------ | --------------- |
| Козицький Віктор Йосипович   | Селищний голова, 1959 року народження, безпартійний                      | 26.03.2006   | 31.10.2010      |
| Пономаренко Олексій Іванович | Селищний голова, 1957 року народження, освіта вища, член Партії регіонів | 31.10.2010   |                 |

Примітка: таблиця складена за даними сайту Верховної Ради України

### Депутати
За результатами місцевих виборів 2010 року депутатами ради стали:

#### За суб'єктами висування
| Суб'єкт висування           | Кількість обраних депутатів | %    |
| --------------------------- | --------------------------- | ---- |
| Самовисування               | 30                          | 93,8 |
| Комуністична партія України | 1                           | 3,1  |
| Партія регіонів             | 1                           | 3,1  |

#### За округами
| № округу                    | Прізвище, ім'я, по батькові     | Дата визнання обраним | Освіта             | Партійна приналежність            | Відомості про обраного депутата                                                                      |
| --------------------------- | ------------------------------- | --------------------- | ------------------ | --------------------------------- | --- |
| Комуністична партія України |                                 |                       |                    |                                   | |
| 24                          | Кожемяко Михайло Володимирович  | 02.11.2010            | середня            | член Комуністичної партії України | ЧП «Юрченко», оператор АЗС                                                                           |
| Партія регіонів             |                                 |                       |                    |                                   | |
| 8                           | Мирочников Яків Михайлович      | 24.03.2013            | вища               | член Партії регіонів              | Укрпошта, начальник центру Красногвардійського відділу зв'язку                                       |
| Самовисування               |                                 |                       |                    |                                   | |
| 1                           | Антюхова Світлана Юріївна       | 02.11.2010            | вища               | член Партії регіонів              | Красногвардійське районне споживче товариство, заступник голови правління                            |
| 2                           | Клименко Володимир Миколайович  | 02.11.2010            | вища               | член Партії регіонів              | Красногвардійське управління зрошувальних систем, заступник начальника                               |
| 3                           | Попова Світлана Олексіївна      | 02.11.2010            | вища               | член Партії регіонів              | приватний підприємець                                                                                |
| 4                           | Нікітін Іван Віталійович        | 02.11.2010            | вища               | член Партії регіонів              | загальноосвітня школа № 1 смт Красногвардійське, директор                                            |
| 5                           | Алексєєнко Микола Миколайович   | 02.11.2010            | середня            | член Партії регіонів              | Красногвардійська СЕС, охоронець                                                                     |
| 6                           | Бабій Наталя Олександрівна      | 02.11.2010            | вища               | член Партії регіонів              | приватний підприємець                                                                                |
| 7                           | Шугурова Світлана Романівна     | 02.11.2010            | незакінчена вища   | член Партії регіонів              | Красногвардійський територіальний центр соціального обслуговування, соціальний педагог               |
| 9                           | Сліпченко Людмила Іванівна      | 02.11.2010            | вища               | член Партії регіонів              | Красногвардійська ЦРЛ, головна медична сестра                                                        |
| 10                          | Кононова Ірина Петрівна         | 02.11.2010            | середня спеціальна | член Партії регіонів              | Красно гвардійський райавтодор, інженер ПТО                                                          |
| 11                          | Селіна Ольга Володимирівна      | 02.11.2010            | вища               | член Партії регіонів              | пенсіонер                                                                                            |
| 12                          | Бекаєв Білял Казимович          | 02.11.2010            | вища               | позапартійний                     | Красногвардійська ЦРЛ, завідувач травмотологічного відділення                                        |
| 13                          | Куліш Сергій Григорович         | 02.11.2010            | вища               | член Партії регіонів              | приватний підприємець                                                                                |
| 14                          | Петровська Людмила Василівна    | 02.11.2010            | середня спеціальна | член Партії регіонів              | приватний підприємець                                                                                |
| 15                          | Царук Ігор Іванович             | 02.11.2010            | вища               | член Партії регіонів              | тимчасово не працює                                                                                  |
| 16                          | Колпаков Віктор Іванович        | 02.11.2010            | вища               | член Партії регіонів              | пенсіонер                                                                                            |
| 17                          | Пономаренко Дмитро Олексійович  | 02.11.2010            | середня            | член Партії регіонів              | приватний підприємець                                                                                |
| 18                          | Купреєва Тетяна Вікторівна      | 02.11.2010            | вища               | член Партії регіонів              | приватний підприємець                                                                                |
| 19                          | Карпова Майя Григорівна         | 02.11.2010            | середня спеціальна | член Партії регіонів              | Красногвардійське районне Товариство Червоного Хреста, голова                                        |
| 20                          | Данюк Леонід Володимирович      | 02.11.2010            | вища               | член Партії регіонів              | приватний підприємець                                                                                |
| 21                          | Антюфєєв Олег Іванович          | 02.11.2010            | середня            | член Партії регіонів              | тимчасово не працює                                                                                  |
| 22                          | Ютіна Алла Борисівна            | 02.11.2010            | вища               | член Партії регіонів              | загальноосвітня школа № 2 смт Красногвардійське, директор                                            |
| 23                          | Габелко Володимир Володимирович | 02.11.2010            | вища               | член Партії регіонів              | Республіканське бюро суд.мед.експертизи, лаборант                                                    |
| 25                          | Малихіна Наталя Іванівна        | 02.11.2010            | середня спеціальна | член Партії регіонів              | КП Красногвардійське виробниче управління житлово-комунального господарства, контролер               |
| 26                          | Шишова Людмила Миколаївна       | 02.11.2010            | середня спеціальна | член Партії регіонів              | пенсіонер                                                                                            |
| 27                          | Горбатюк Наталя Олександрівна   | 02.11.2010            | незакінчена вища   | член Партії регіонів              | КП Красногвардійське виробниче управління житлово-комунального господарства, інженер по сбуту послуг |
| 28                          | Меметов Назим Айярович          | 02.11.2010            | вища               | позапартійний                     | приватний підприємець                                                                                |
| 29                          | Трошин Сергій Юрійович          | 02.11.2010            | середня спеціальна | член Партії регіонів              | приватний підприємець                                                                                |
| 30                          | Бавбеков Аріф Юнусович          | 02.11.2010            | середня            | член Партії регіонів              | ЗАТ, Дружба народів нова,, слюсар                                                                    |
| 31                          | Мироненко Світлана Василівна    | 02.11.2010            | вища               | член Партії регіонів              | Красногвардійське райспоживтовариство, головний бухгалтер                                            |
| 32                          | Ібраімов Ізет                   | 02.11.2010            | середня спеціальна | позапартійний                     | тимчасово не працює                                                                                  |